# Teresa Stolz

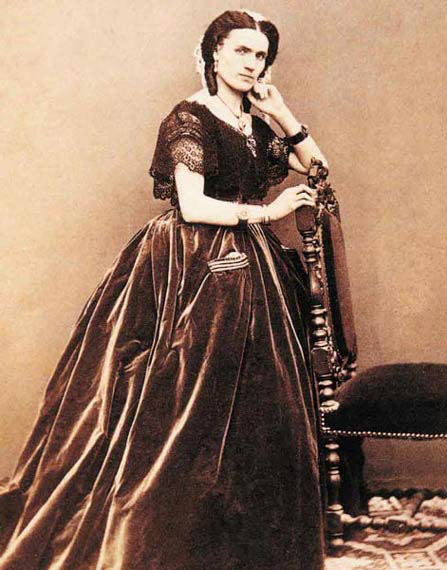
Teresa Stolz

Teresa Stolz (tschechisch: Tereza Stolzová; * 2. Juni 1834 in Elbkosteletz; † 22. August 1902 in Mailand) war eine aus Böhmen stammende Opernsängerin (Sopran). Sie wirkte in vielen Erstaufführungen von Giuseppe Verdis Werken mit und war seit 1869 eng mit dem Komponisten befreundet.

## Leben
Teresa Stolz war die jüngere Schwester der Zwillinge Franziska (Fanny) und Ludmilla (Lidia) Stolz (beide 1827 geboren), die ebenfalls Sängerinnen waren. Nach einem Gesangsstudium am Prager Konservatorium und ab 1856 in Triest bei Luigi Ricci und Mailand bei Francesco Lamperti debütierte sie 1857 an der italienischen Oper in Tiflis als Sopranistin. Nach Auftritten an russischen Theatern und in Konstantinopel sang sie an vielen italienischen Bühnen. Ihr Weg führte sie im Laufe ihrer Karriere durch ganz Europa.  
Nach ihrem Erfolg als Giovanna d’Arco an der Mailänder Scala im Jahre 1865 sang sie in der italienischen Erstaufführung des Don Carlos die Elisabetta. Der Dirigent Angelo Mariani (1821–1873) urteilte 1868 nach ihrer Darstellung der Amelia in Un ballo in maschera: „Der Umfang und die Schönheit ihrer Stimme, die Kunst, sie zu modulieren, ihre Einfühlung in die Musik und ihr gesangliches Können - alles ist vollkommen, erhaben.“ Mariani verlobte sich noch im selben Jahr mit der Sängerin.
Verdi und Teresa Stolz dürften sich erstmals 1867 bei der Aufführung des Don Carlos, spätestens aber 1869 bei den Proben zur Erstaufführung der Neufassung von La forza del destino begegnet sein. Nachdem die Sängerin mehrmals in Verdis Landgut Sant' Agata bei Busseto zu Besuch war, trennte sie sich 1871 von  Mariani, der lange ein enger Freund Verdis gewesen war, mit dem sich Verdi aber zerstritten hatte.
Teresa Stolz wurde bald eine Verdi-Spezialistin und feierte vor allem in dessen späten Opern, wie der Amelia in Un ballo in maschera und der Titelrolle von Aida Triumphe. Nach 1872 sang sie fast nur noch in Werken von Verdi.
2003 wurde der Asteroid (48794) Stolzová nach ihr benannt.

## Beziehung zu Verdi

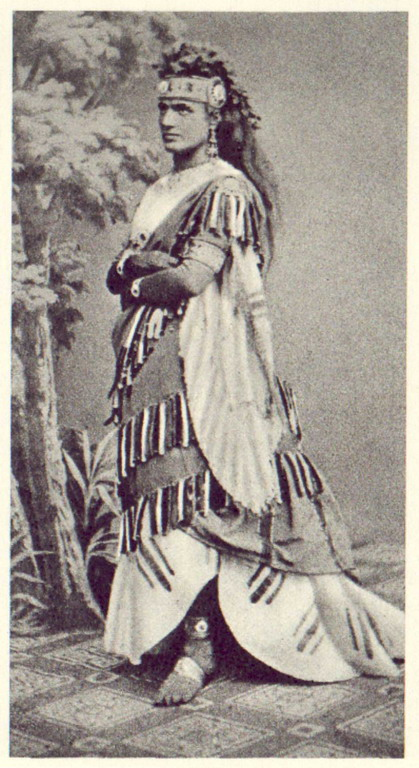
Teresa Stolz in der Titelrolle von Aida, Parma, 1872

Es bleibt unsicher, ob Teresa Stolz nur eine Muse war oder ob sie eine Liebesbeziehung mit Verdi hatte. Aus Giuseppina Verdis Aufzeichnungen geht hervor, dass es wegen Teresa Stolz zu einer Ehekrise kam. Einen Brief von Teresa Stolz aus dem August 1872 versah sie mit dem bissigen Kommentar: „Sechzehn Briefe!! in kurzer Zeit!! Was für eine Aktivität!“. 
Bei einem Ehekrach soll Giuseppina gezetert haben: „Entweder diese Frau verlässt das Haus oder ich gehe“, woraufhin Verdi zurückbrüllte: „Diese Frau bleibt oder ich erschieß mich.“  Obwohl Verdi sein Privatleben sorgsam vor der Öffentlichkeit abschirmte, kamen bald  Gerüchte auf, dass Verdi und Teresa Stolz ein Verhältnis hätten, lanciert durch einen boshaften Zeitungsartikel in der Rivista Indipendente aus dem September 1875.
Im Juni 1876 trat Teresa Stolz ein Engagement in Russland an. Als sie im März 1877 nach Italien zurückgekehrt war, gab sie ihren Rücktritt als Sängerin bekannt.
Ihr letzter öffentlicher Auftritt war am 30. Juni 1879 in einer Benefizaufführung von Verdis Messa da Requiem in der Mailänder Scala. Auch nach ihrem Rücktritt blieb sie mit Verdi befreundet. 
Teresa Stolz blieb zeitlebens unverheiratet. Nach dem Tod von Verdis Ehefrau Giuseppina im November 1897 war Teresa Stolz häufig auf Verdis Landgut Sant'Agata und begleitete den Komponisten auf mehreren Reisen. Sie überlebte den Komponisten nur um eineinhalb Jahre.

## Solistin in Ur- und Erstaufführungen von Verdi
- Elisabeth in Don Carlos bei der Erstaufführung in Bologna unter der Leitung von Angelo Mariani am 27. Oktober 1867.
- Leonora in La forza del destino bei der Uraufführung der revidierten Fassung in der Mailänder Scala am 27. Februar 1869.
- Aida in Aida bei der Erstaufführung in der Mailänder Scala unter der Leitung von Franco Faccio am 8. Februar 1872.
- Sopransolo in der Messa da Requiem bei der Uraufführung in Mailand, San Marco unter der Leitung von Giuseppe Verdi am 22. Mai 1874.
- Sopransolo in der Messa da Requiem bei der Europatournee 1875 mit Erstaufführungen in London, Wien und Paris unter der Leitung von Giuseppe Verdi.[10]